# Thaumatoplites concolor
Thaumatoplites concolor là một loài tò vò trong họ Ichneumonidae.